# 2012年エアセル・チェンナイ・オープン
2012年エアセル・チェンナイ・オープン(2011 Aircel Chennai Open)は、2012年1月2日から1月8日にかけてインド・チェンナイのSDATテニススタジアムにて開催された男子プロテニスツアーのATPツアートーナメント大会である。サーフェスは屋外ハードコート。大会グレードは250シリーズに属す。本年で通算17回目の開催となる。

## シングルス

### シード選手
| 国         | 選手                     | ランク | シード |
| ---------- | ------------------------ | ------ | ------ |
| セルビア   | ヤンコ・ティプサレビッチ | 9      | 1      |
| スペイン   | ニコラス・アルマグロ     | 10     | 2      |
| スイス     | スタニスラス・ワウリンカ | 17     | 3      |
| カナダ     | ミロシュ・ラオニッチ     | 31     | 4      |
| クロアチア | イワン・ドディグ         | 36     | 5      |
| イタリア   | ファビオ・フォニーニ     | 48     | 6      |
| ベルギー   | グザビエ・マリス         | 49     | 7      |
| ベルギー   | オリビエ・ロクス         | 67     | 8      |

- 2011年12月26日付のランキングに基づく

### 主催者推薦
以下の3名が主催者推薦で本戦に出場した。
- ユキ・バンブリ
- ダビド・ゴフィン
- ビシュヌ・バルドゥハン

### 予選勝者
以下の4名が予選を勝ち上がり本戦に出場した。
- 杉田祐一
- 添田豪
- ティーモ・デ・バッカー
- バセク・ポスピシル

その他以下の1名がラッキールーザーとして本戦に繰り上がった。
- エドゥアール・ロジェ＝バセラン

## 優勝

### シングルス
ミロシュ・ラオニッチ def.  ヤンコ・ティプサレビッチ, 6–7(4), 7–6(4), 7–6(4)
- ラオニッチにとって今シーズン初、キャリア通算2度目のツアーシングルス優勝となった[2]。

### ダブルス
リーンダー・パエス /  ヤンコ・ティプサレビッチ def.  ジョナサン・エルリック /  アンディ・ラム, 6-4, 6-4
- パエスにとって今シーズン初、キャリア通算48度目のツアーダブルスタイトル獲得となり、ティプサレビッチにとってキャリア初となるツアーダブルスタイトル獲得となった[3]。